# Planodema mourgliai
Planodema mourgliai är en skalbaggsart som beskrevs av Teocchi 1994. Planodema mourgliai ingår i släktet Planodema och familjen långhorningar. Inga underarter finns listade i Catalogue of Life.